# ノースプロビデンス (ロードアイランド州)
ノースプロビデンス（英: North Providence）は、アメリカ合衆国ロードアイランド州のプロビデンス郡にある町。人口は3万4114人（2020年）。州都プロビデンスの北に位置している。
ノースプロビデンスの面積は15 km2で、州内で最も小さな「町」であるが「市」を含めると近くにあるセントラルフォールズ市が僅か3.3 km2しかなく、ノースプロビデンスはその次になる。ロードアイランド州は面積3,140 km²と全米一小さな州であり（鳥取県より小さい）、その中では隣接するブリストル郡が117 km²と最も小さいが、それでもブリストル郡で最少の町はウォーレンで 8.22 km²である。ちなみに市町で最も面積が広いのは161 km2のコベントリー町であり、人口も町の中では最も多い。

## 歴史

### 設立
ノースプロビデンスは1765年に町として法人化され、当時の領域には現在のプロビデンスとポータケット両市を含んでいた。
ノースプロビデンスは1974年に初代の町長を選んでおり、それ以後町長と7人の委員で構成する町政委員会が町を収めている。
これまで4人の町長が選ばれてきた。
- 1974年 - 1994年: サルバトーレ・マンシーニ

- 1994年 - 1996年: G・リチャード・フォッサ

- 1996年 - 2007年: A・ラルフ・モリス

- 2007年 - 現在: チャールズ・ロンバルディ

税徴収官: クローデット・ムーニー

### センターデール・マナー修復プロジェクト・スーパンファンド適用地
1921年から1971年、ノースプロビデンスのセンターデール・マナー地域が、周辺の土壌や川に有毒の液体や廃棄物を排出した繊維、化学およびドラムのリサイクル産業によって汚染された。
2000年、アメリカ合衆国環境保護庁がセンターデール・マナーとブルック・ビレッジを含む広さ9エーカー (36,000 m²) の地域を、スーパーファンド適用地と宣言した。どちらの地域も高齢者にとって手ごろな住宅地域だった。保護庁は、地域の魚類や土壌から高濃度のダイオキシン、揮発性有機化合物、ポリ塩化ビフェニルを分析記録した。この地域は地域社会とはフェンスで分離され、汚染された魚類を食べないよう警告板が付けられているので、浄化のための評価が行われている。

### 町政委員の逮捕
2010年5月4日、ノースプロビデンス町政委員会の委員3人がFBIに逮捕され、25,000ドルの賄賂を受け取り、開発業者が町内にスーパーマーケットを建設できるよう便宜を図った容疑で、連邦裁判所に告発された。

## 地理
アメリカ合衆国国勢調査局に拠れば、町域全面積は5.8平方マイル (15 km2)であり、このうち陸地5.7平方マイル (15 km2)、水域は0.1平方マイル (0.26 km2)で水域率は2.07%である
ノースプロビデンス町内には、アレンデール、センターデール、フルートヒル、グレイストーン、ルイスクィセットライマンスビル、マリービル、ウッドビル、ジェネバと呼ばれるビレッジまたは地区がある。
ノースプロビデンスの南はプロビデンス市、西はジョンストン町、北はスミスフィールド町とリンカーン町、東はポータケット市に接している。町内には小学校7校、ジュニア高校2校、高校1校がある。

## 人口動態

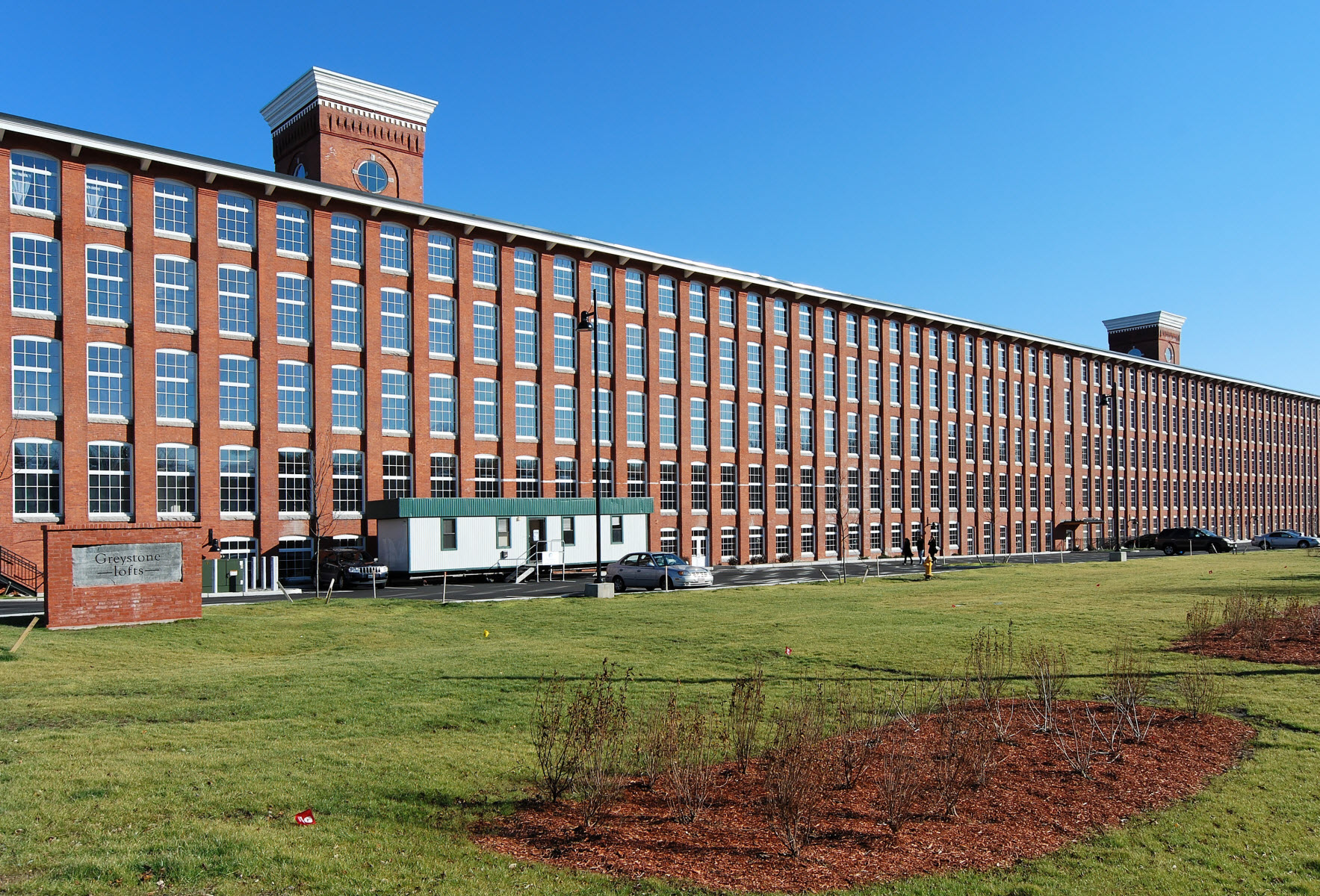
グレイストーン・ミルズ

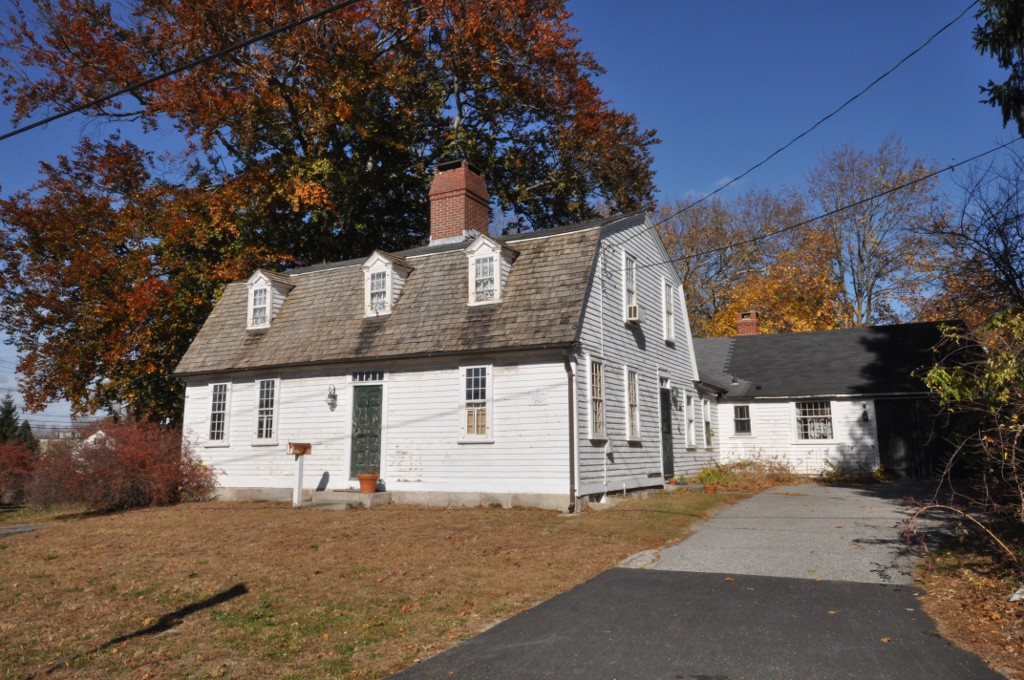
ウィップル・エンジェル・ベネット邸

以下は2000年国勢調査による人口統計データである。
| 基礎データ - 人口: 32,523 人 - 世帯数: 14,209 世帯 - 家族数: 8,368 家族 - 人口密度: 2,207.0人/km2（5,720.2 人/mi2） - 住居数: 14,867 軒 - 住居密度: 1,012.4軒/km2（2,623.9 軒/mi2） 人種別人口構成 - 白人: 91.98% - アフリカン・アメリカン: 2.65% - ネイティブ・アメリカン: 0.17% - アジア人: 1.85% - 太平洋諸島系: 0.02% - その他の人種: 1.58% - 混血: 1.76% - ヒスパニック・ラテン系: 3.85% 年齢別人口構成 - 18歳未満: 18.3% - 18-24歳: 7.5% - 25-44歳: 30.3% - 45-64歳: 24.1% - 65歳以上: 19.7% - 年齢の中央値: 41歳 - 性比（女性100人あたり男性の人口） - 総人口: 87.4 - 18歳以上: 83.5 | 世帯と家族（対世帯数） - 18歳未満の子供がいる: 22.4% - 結婚・同居している夫婦: 44.5% - 未婚・離婚・死別女性が世帯主: 11.5% - 非家族世帯: 40.5% - 単身世帯: 34.8% - 65歳以上の老人1人暮らし: 13.8% - 平均構成人数 - 世帯: 2.23人 - 家族: 2.91人 収入と家計（2000年データ） - 収入の中央値 - 世帯: 37,897米ドル - 家族: 52,795米ドル - 性別 - 男性: 34,352米ドル - 女性: 27,553米ドル - 人口1人あたり収入: 22,284米ドル - 貧困線以下 - 対人口: 8.1% - 対家族数: 5.6% - 18歳未満: 9.8% - 65歳以上: 8.7% |